# Décimo (praenomen)
Décimo es un praenomen o nombre personal latino, generalmente abreviado D. Aunque nunca fue muy empleado, Décimo se usó a lo largo de la historia romana desde los primeros tiempos hasta el final del Imperio Occidental, sobreviviendo hasta los tiempos modernos. La forma femenina Décima fue bastante rara. El nombre también dio origen al patronímico gens Decimia.
Décimo fue especialmente favorecido por la plebeya gens Junia, que originalmente pudo haber sido patricia. Sin embargo, no parece haber sido utilizado regularmente por ninguna otra familia patricia. Estaba muy extendido entre los plebeyos y resistió la tendencia general de los praenomina poco comunes a volverse menos frecuentes con el tiempo, y en cambio se volvió más popular hacia el final de la República Romana y durante la época imperial.

## Origen y significado
Decimus significa décimo en latín, y forma parte de los praenomina numerales similares, formada por los nombres masculinos Quinto, Sexto, Séptimo, Octavio y Nono, así como los nombres femeninos Prima, Segunda, Tercia, Cuarta, Quinta, Sexta, Séptima, Octavia y Nona. En general, se cree que el nombre se le dio originalmente a un décimo niño, un décimo hijo o una décima hija; sin embargo, también se ha argumentado que Décimo y los otros praenomina de este tipo podrían referirse al mes del año en que nació un niño; cualquiera de las dos razones es perfectamente válida.
Independientemente de cuál fuera la razón original del nombre, está claro a partir del registro histórico que los padres eligieron con frecuencia estos praenomina porque eran nombres comunes, y no por su significado. G. D. Chase cita el ejemplo de un abuelo, padre e hijo en la gens Junia, cada uno de los cuales llevaba el nombre de Décimo y logró el consulado, así como un caso posterior en el que el abuelo y el padre eran ambos cónsules. Era inconcebible que cada uno de ellos fuera un décimo hijo, o incluso un décimo niño. Se podría dar un caso similar para las muchas generaciones de ciertas familias, como la gens Fabia, que hizo un uso extensivo del praenomen Quinto, o la gens Julia con respecto al praenomen Sexto.
El praenomen osco Decio o Deciis deriva de la misma raíz y dio lugar a la gens patronímica Decia.